# Lista de parques estaduais de Montana
Lista de parques estaduais de Montana, Estados Unidos.

## A
- Ackley Lake State Park
- Anaconda Smoke Stack State Park

## B
- Bannack State Park
- Beaverhead Rock State Park
- Beavertail Hill State Park
- Big Arm-Flathead Lake State Park
- Black Sandy State Park
- Brush Lake State Park

## C
- Chief Plenty Coups State Park
- Clark's Lookout State Park
- Cooney State Park
- Council Grove State Park

## E
- Elkhorn State Park

## F
- Finley Point-Flathead Lake State Park
- Fort Owen State Park
- Frenchtown Pond State Park

## G
- Giant Springs State Park
- Granite Ghost Town State Park
- Greycliff Prairie Dog Town State Park

## H
- Hell Creek State Park

## L
- Lake Elmo State Park
- Lake Mary Ronan State Park
- Lewis and Clark Caverns State Park
- Logan State Park
- Lone Pine State Park
- Lost Creek State Park

## M
- Madison Buffalo Jump State Park
- Makoshika State Park
- Medicine Rocks State Park
- Missouri Headwaters State Park

## P
- Painted Rocks State Park
- Parker Homestead State Park
- Pictograph Cave State Park
- Pirogue Island State Park
- Placid Lake State Park

## R
- Rosebud Battlefield State Park

## S
- Salmon Lake State Park
- Sluice Boxes State Park
- Smith River State Park
- Spring Meadow Lake State Park

## T
- Thompson Falls State Park
- Tongue River State Park
- Tower Rock State Park
- Travelers' Rest State Park

## U
- Ulm Pishkun State Park

## W
- Wayfarer-Flathead State Park
- West Shore-Flathead State Park
- Whitefish Lake State Park
- Wild Horse Island-Flathead Lake State Park

## Y
- Yellow Bay-Flathead Lake State Park